# Catskill (hrabstwo Greene)
Catskill – wieś w Stanach Zjednoczonych, w stanie Nowy Jork, w hrabstwie Genesee.